# أندريه روبرتس
أندريه روبرتس (بالإنجليزية: Andre Roberts)‏ هو لاعب كرة قدم أمريكية أمريكي، ولد في 9 يناير 1988 في كولومبيا في الولايات المتحدة.

## وصلات خارجية
- أندريه روبرتس على موقع مرجع كرة القدم المحترفة.كوم (الإنجليزية)